# 昂古斯特里讷-埃斯卡尔德新城
昂古斯特里讷-埃斯卡尔德新城（法語：Angoustrine-Villeneuve-des-Escaldes，法語：[ɑ̃ɡustʁin vilnœv dez‿ɛskald] ⓘ）是法国东比利牛斯省的一个市镇，属于普拉德区。该市镇于1973年由原市镇昂古斯特里讷（Angoustrine）和埃斯卡尔德新城（Villeneuve-des-Escaldes）合并而成。

## 地理
昂古斯特里讷-埃斯卡尔德新城（42°28'40"N, 1°57'10"E）面积87.87 平方千米，位于法国奧克西塔尼大區东比利牛斯省，该省份为法国大陆部分最南部的省份，涵盖了北加泰罗尼亚，北起奥德省，西接阿列日省和安道尔，南与西班牙接壤，东临地中海。

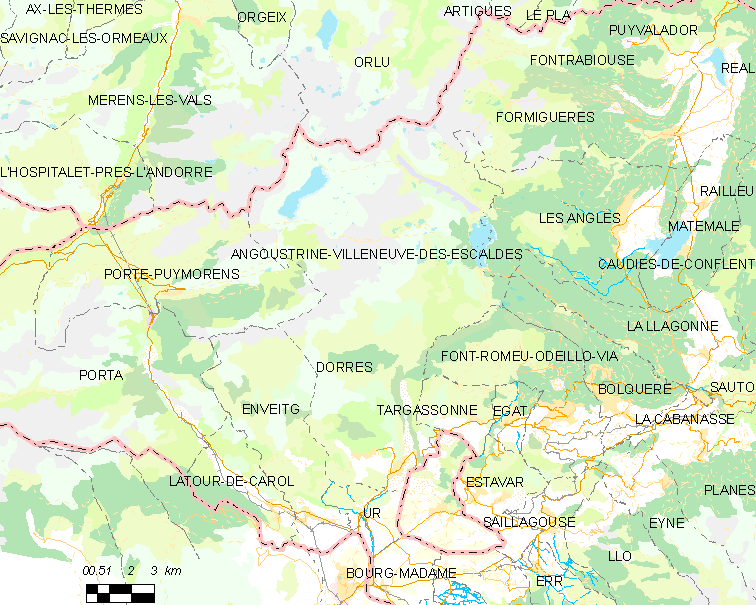
昂古斯特里讷-埃斯卡尔德新城的OSM定位图

与昂古斯特里讷-埃斯卡尔德新城接壤的市镇（或旧市镇、城区）包括：梅朗斯莱瓦尔斯、奥尔吕、利维亚、福尔米盖尔、莱桑格勒、博尔凯尔、丰罗默-奥代约-维亚、塔尔加索讷、于尔、多尔、波泰皮莫朗斯。
昂古斯特里讷-埃斯卡尔德新城的时区为UTC+01:00、UTC+02:00（夏令时）。

## 行政
昂古斯特里讷-埃斯卡尔德新城的邮政编码为66760，INSEE市镇编码为66005。

## 政治
昂古斯特里讷-埃斯卡尔德新城所属的省级选区为加泰罗尼亚比利牛斯县。

## 人口
昂古斯特里讷-埃斯卡尔德新城于2022年1月1日时的人口数量为548人。

1962-2008年间昂古斯特里讷-埃斯卡尔德新城人口变化图示